# Anyphops narcissi
Anyphops narcissi là một loài nhện trong họ Selenopidae.
Loài này thuộc chi Anyphops. Anyphops narcissi được P. L. G. Benoit miêu tả năm 1972.